# Bathygnathia monodi
Bathygnathia monodi là một loài chân đều trong họ Gnathiidae. Loài này được Cals miêu tả khoa học năm 1974.